# Pedro Heller
Pedro Heller (ur. 14 października 1988) – chilijski kierowca rajdowy startujący w kategorii WRC2, prowadzący Forda Fiestę R5. Jego pilotem jest Argentyńczyk Pablo Olmos.